# 加尔默罗山圣母堂
加尔默罗山圣母堂（意大利语：Chiesa di Santa Maria del Monte Carmelo a Mostacciano）是一个罗马天主教 领衔堂区，位于意大利罗马24区 Mostacciano区的加尔默罗圣母广场（Beata Maria Virgine del Carmelo Piazza）。
若望保禄二世将其封为领衔堂区，为枢机主教的驻地。

## 历任枢机
- 胡振中，香港，1988年6月28日 – 2002年9月23日
- 安多尼·奥卢布恩米·奥克杰，尼日利亚，2003年10月21日 –